# James McLachlan (1870–1956)
James McLachlan (ur. 12 marca 1870 w Alma Plains w Australii Południowej, zm. 1 grudnia 1956 w Kensington w Australii Południowej) – australijski polityk, senator.

## Działalność polityczna
Był politykiem Partii Zjednoczonej Australii, a następnie Liberalnej Partii Australii. W okresie od 1918 do 1930 zasiadał w Izbie Zgromadzenia Australii Południowej, a od 1 lipca 1935 do 30 czerwca 1947 zasiadał w Senacie reprezentując stan Australia Południowa.

## Rodzina
Jego rodzice Catherine McColl i James McLachlan przybyli do Australii ze Szkocji. W dniu 22 sierpnia 1894 poślubił Ellen Louisę Jury.